# David Brewster
Sir David Brewster, född 11 december 1781 i Jedburgh, Roxburghshire, död 10 februari 1868, var en skotsk fysiker, matematiker och astronom.
Brewster var professor i fysik vid universitetet i Edinburgh och sekreterare i Royal Society. För sina vetenskapliga insatser upphöjdes han till baronet. På hans förslag sammanträdde 1831 i York en församling av naturforskare, och detta ledde till upprättandet av det vetenskapliga samfundet "British Association for the Advancement of Science". Redan 1825 valdes han till korresponderande medlem av Institut de France och 1849, efter Jöns Jacob Berzelius död, till en av dess åtta ordinarie utländska ledamöter. Han tilldelades Copleymedaljen 1815, Rumfordmedaljen 1818 och Royal Medal 1830.
År 1816 uppfann han kalejdoskopet. Sin största förtjänst inlade han dock genom sina undersökningar över ljusets polarisation, absorption och dubbelbrytning. Han var den siste motståndaren till undulationsteorin. Sina viktigaste fysikaliska avhandlingar, vilka länge utgjorde en gruva för senare forskare, nedlade han i de "Transactions", som utgavs av Edinburghs vetenskapssocietet, av vilken han var ledamot från 1808. Nämnda år övertog han redaktionen av "Edinburgh Encyclopædia", som innehåller många av honom författade uppsatser. År 1808 började han utge "Edinburgh Encyclopædia" (fullbordad 1830), och 1819 grundade han tillsammans med Robert Jameson "Edinburgh Philosophical Journal", som efterträdde "Edinburgh Magazine" och som efter någon tid fick titeln förändrad till "Edinburgh Journal of Science"; sistnämnda tidskrift redigerade han ensam 1824-32. Han invaldes 1821 som utländsk ledamot nummer 229 av Kungliga Vetenskapsakademien. Fenomenet Brewstervinkel är uppkallat efter honom.
Asteroiden 5845 Davidbrewster är uppkallad efter honom.